# 黃一歐
黄一欧（1892年9月2日—1981年1月12日），湖南省长沙县人，黄兴的长子。中国民主革命家，中华民国及中华人民共和国政治人物。

## 生平
黄一欧自幼受父亲民主革命思想影响。1903年，黄兴从日本回到中国，在长沙明德学堂任教。黄一欧随父亲就读于明德学堂小学部。黄兴在长沙组织华兴会，策划举行反清起义，事败后逃到日本。1905年秋，黄一欧也赴日本东京，入弘文学院。1907年，经孙中山、章太炎介绍，黄一欧在东京加入中国同盟会。1908年，入日本东斌学校学习陆军。
1910年春到1911年2月，黄一欧奉黄兴之命来往于日本、香港间，为广州新军起义及黄花岗起义进行准备，将通过日本宫崎寅藏购得的一批枪弹自日本运至香港，到香港后，黄一欧被留在中国同盟会设在香港的统筹部任职。1911年3月，黄一欧以缺额补员考入广州巡警教练所，利用该身份秘密从事反清宣传，并为广州的各秘密联络点运武器。黄花岗起义爆发后，黄一欧参加战斗，并成为此次起义的幸存者。此后，黄一欧受中国同盟会所派，回到湖南，化名“黄祖光”，与革命同志在长沙成立“野球会”，打着练习棒球的名义策动反清起义。事泄，黄一欧遭到通缉，逃往日本。1911年辛亥革命期间，黄一欧奉父亲之命归国，参加光复上海之役，在镇江、杭州间来往，组建江浙联军，并担任沪军先锋队副司令。为了策应武汉方面，黄一欧率沪军会同浙江、苏州、无锡各地的民军进攻南京，黄一欧亲自参加战斗。
1912年，黄一欧在上海加入国民党。1913年，黄一欧赴美国留学，入纽约哥伦比亚大学学习外交经济。1915年，蔡锷被袁世凯软禁于北京。黄一欧奉命自美国赴日本，和程潜等人帮助蔡锷逃离北京，经天津至日本，再经香港、安南到达云南，发动云南反袁起义。
1916年黄兴去世后。1917年，黄一欧参加了援鄂军讨伐北洋军之战斗，担任湘省铁路警备司令。1920年，黄一欧奉孙中山的指示，帮助周震鳞倒谭，驱逐了湖南都督谭延闿。1924年，黄一欧任川军北伐军第一路司令。1925年，黄一欧任广州国民政府参事，参加北伐战争。
1927年，黄一欧任安徽省榷运局局长，主持安徽省的盐政。1928年，任天津特别市政府参事。任内封闭妓院及赌场，得罪了天津地方势力，任职一年便辞职。
1929年起，黄一欧参加了许多反蒋活动。1931年，黄一欧应孙科的邀请赴广州，任广东省政府政务委员会委员。1932年，孙科主持国民政府立法院后，黄一欧任立法院立法委员10年。黄一欧多次请辞未获准，至1943年方以养病之名返回湖南，由此脱离政治，投身实业。抗日战争胜利后，中国国民党湖南省党部派人请黄一欧出山任职，被黄一欧拒绝。
1948年3月，黄一欧加入中国国民党革命委员会。程潜主政湖南后，黄一欧被聘为湖南省政府顾问，任内团结辛亥革命老人，参加湖南和平运动，促使湖南和平被中共接管。
中华人民共和国成立后，黄一欧任湖南省军政委员会顾问、湖南省人民政府参事。黄一欧捐献了许多辛亥革命文物，还撰写了关于黄兴及辛亥革命的回忆录。
中共十一届三中全会后，黄一欧通过自己的身份及海外关系促进中国统一。1977年11月，黄一欧当选为湖南省政协副主席。1978年，出任民革湖南省委临时领导小组组长。1979年，当选民革中央委员。1980年，出任民革湖南省委主任委员。黄一欧是第五届全国政协委员，第二、三届湖南省人民委员会委员，第一、二、三届湖南省政协常委。
1981年1月12日，黄一欧病逝于湖南长沙，享年89岁。